# Виталиј Трус
Виталиј Трус (рус. Витали Анатольевич Трус — Новаполацк, 24. јун 1988) професионални је белоруски хокејаш на леду који игра на позицији голмана.
Члан је сениорске репрезентације Белорусије за коју је на међународној сцени дебитовао на светском првенству 2017. године. 
Као играч Њемена освојио је титулу првака Белорусије у сезони 2016/17.